# 75.ª Divisão de Infantaria (Alemanha)
A 75ª Divisão de Infantaria (em alemão:75. Infanterie-Division) foi uma unidade militar que serviu no Exército alemão durante a Segunda Guerra Mundial.

## Comandantes
| Comandante                        | Data                                           |
| --------------------------------- | ---------------------------------------------- |
| Generalleutnant Ing. Ernst Hammer | 26 de agosto de 1939 - 5 de setembro de 1942   |
| Generalleutnant Erich Diestel     | 5 de setembro de 1942 - 12 de setembro de 1942 |
| Generalleutnant Helmuth Beukemann | 15 de setembro de 1942 - 9 de julho de 1944    |
| Generalmajor Karl Arning          | 10 de julho de 1944 - 5 de abril de 1945       |
| Generalmajor Lothar Berger        | 6 de abril de 1945 - ?? de maio de 1945        |
| Oberst Gerhard Matthaiss          | ?? de maio de 1945 - 8 de maio de 1945         |

## Oficiais de operações
| Major Erich Helmdach             | 26 de agosto de 1939 - 5 de fevereiro de 1940 |
| Hauptmann Friedrich Schildknecht | 5 de fevereiro de 1940 - 3 de outubro de 1940 |
| Oberstleutnant Kurt von Einem    | 3 de outubro de 1940 - 1 de dezembro de 1942  |
| Oberstleutnant Max von Groll     | 1 de dezembro de 1942 - 20 de agosto de 1944  |
| Oberstleutnant Hans Schiele      | 1 de setembro de 1944 - maio de 1945          |

## Área de operações
| Frente Ocidental               | setembro de 1939 - maio de 1940    |
| França                         | maio de 1940 - junho de 1941       |
| Frente Oriental, setor sul     | junho de 1941 - dezembro de 1944   |
| Frente Oriental, setor central | dezembro de 1944 - janeiro de 1945 |
| Polônia & Checoslováquia       | janeiro de 1945 - maio de 1945     |